# 殷山線
殷山線（ウンサンせん）は、朝鮮民主主義人民共和国平安南道殷山郡にある殷山駅から順川市にある戴建駅までを結ぶ鉄道路線である。

## 路線データ
- 路線距離：殷山～戴建間5.8km
- 駅数：3（両端駅を含む）
- 軌間：1435mm
- 電化区間：全線（直流3000V）
- 複線区間：なし

## 駅一覧
- 駅所在地は全線平安南道内。

| 駅名   | 駅名   | 駅名   | 駅間キロ (km) | 累計キロ (km) | 接続路線                                 | 所在地 |
| 日本語 | 朝鮮語 | 英語   | 駅間キロ (km) | 累計キロ (km) | 接続路線                                 | 所在地 |
| ------ | ------ | ------ | ------------- | ------------- | ---------------------------------------- | ------ |
| 殷山駅 | 은산역 | Ŭnsan  | 0.0           | 0.0           | 北朝鮮鉄道省：平羅線                     | 殷山郡 |
| 鶴山駅 | 학산역 | Haksan | 2.5           | 2.5           |                                          | 殷山郡 |
| 戴建駅 | 대건역 | Taegŏn | 3.3           | 5.8           | 北朝鮮鉄道省：戴建線・直洞炭鉱線・慕鶴線 | 順川市 |

## 参考資料
- 国分隼人（2007年）. 『将軍様の鉄道 北朝鮮鉄道事情』, 新潮社. ISBN 9784103037316